# غابرييل بارتولتي
غابرييل بارتولتي (بالإيطالية: Gabriele Bartoletti)‏ هو لاعب كرة قدم إيطالي في مركز حراسة المرمى، ولد في 19 أبريل 1984 في روما في إيطاليا. لعب مع نادي بيسكارا.